# 검은꼬리안테키누스
검은꼬리안테키누스(Antechinus arktos)는 오스트레일리아에서 발견되는 작은 육식성 유대류의 일종이다.

## 분류
2014년 베이커(Baker)가 처음 기술했으며, 가장 최근에 기술된 유대류의 하나이다. 이전에는 검은안테키누스(Antechinus swainsonii)의 아종(Antechinus swainsonii mimetes)으로 기술했다. 주머니고양이과에 속하는 안테키누스속에 포함되며, 가장 제한적인 지역에 분포하는 종의 하나로 간주되고 있고 뉴사우스웨일스 주 북부-동부 멀리 그리고 퀸즐랜드 주 남동부 인근 지역의 고도 지역에서만 서식한다.